# Shoichiro Mukai
Shoichiro Mukai (向 翔一郎, Mukai Shōichirō, 10 de fevereiro de 1996) é um judoca japonês.

## Carreira
Mukai esteve nos Jogos Olímpicos de Verão de 2020 em Tóquio, onde conquistou a medalha de prata no confronto por equipes mistas como representante do Japão, conjunto de judocas que enfrentou o time francês na final.